# Adrenalize World Tour
Adrenalize World Tour – szósta trasa koncertowa grupy muzycznej Def Leppard, w jej trakcie odbyło się 214 koncertów.

## Program koncertów
Nie na wszystkich koncertach trasy setlista była taka sama.

### Wariant 1
1. "Stagefright"
2. "Rock!Rock! Till You Drop"
3. "Women"
4. "Too Late For Love"
5. "Hysteria"
6. "Gods of War"
7. "Die Hard the Hunter"
8. "Love Bites"
9. "Foolin'"
10. "Rock of Ages"
11. "Armaggedon It"
12. "Pour Some Sugar On Me"
13. "Let's Get Rocked"
14. "Animal"
15. "Now I’m Here" (cover Queen)
16. "Photograph"
17. "Tear It Down"

### Wariant 2
1. "Stagefright"
2. "Tear It Down"
3. "Women"
4. "Too Late For Love"
5. "Hysteria"
6. "Make Love Like a Man"
7. Guitar Solo
8. "White Lightning"
9. "Foolin'"
10. "Animal"
11. Guitar Solo
12. "Gods of War"
13. "Rocket"
14. "S.M.C."
15. "Brining' On The Heartbreak"
16. "Have You Ever Needed Someone So Bad"
17. "Photograph"
18. "Armageddon It"
19. "Pour Some Sugar On Me"
20. "Let's Get Rocked"
21. "Love Bites"
22. "Rock of Ages"

### Wariant 3
1. "Let's Get Rocked"
2. "Tear It Down"
3. "Women"
4. "Too Late For Love"
5. "Hysteria"
6. "Make Love Like A Man"
7. Guitar Solo
8. "White Lightning"
9. "Foolin'"
10. "Animal"
11. Guitar Solo
12. "Gods of War"
13. "Rocket"
14. "Bringin' On the Heartbreak"
15. "Have You Ever Need Someone So Bad"
16. "Armageddon It"
17. "Rock of Ages"
18. "Pour Some Sugar On Me"
19. "Let's Get Rocked"
20. "Love Bites"
21. "Photograph"

## Lista koncertów

### 1992

#### Europa
1. 15 kwietnia 1992 – Dublin, Irlandia – McGonagles Club
2. 20 kwietnia 1992 – Londyn, Anglia – Wembley Stadium (The Freddie Mercury Tribute Concert; wraz z Def Leppard na scenie wystąpił Brian May z Queen)
3. 19 maja 1992 – Madryt, Hiszpania – Sala Canciller
4. 21 maja 1992 – Paryż, Francja – Élysée Montmarte
5. 22 maja 1992 – Villeurbanne, Francja – Le Transbourder
6. 24 maja 1992 – Monachium, Niemcy – Theaterfabrik
7. 25 maja 1992 – Mediolan, Włochy – Rolling Stone
8. 27 maja 1992 – Frankfurt, Niemcy - Music Hall
9. 29 maja 1992 – Bonn, Niemcy – Biskuithalle
10. 30 maja 1992 – Bruksela, Belgia – Ancienne Belgique
11. 31 maja 1992 – Hamburg, Niemcy – Docks
12. 3 czerwca 1992 – Sztokholm, Szwecja – Melody Club
13. 4 czerwca 1992 – Oslo, Norwegia – Rockefeller Music Hall
14. 5 czerwca 1992 – Kopenhaga, Dania – Pumpehuset
15. 7 czerwca 1992 – Amsterdam, Holandia – Paradiso
16. 19 czerwca 1992 – Dublin, Irlandia – Point Theatre
17. 21 czerwca 1992 – Glasgow, Szkocja – SECC
18. 23 czerwca 1992 – Sheffield, Anglia – Sheffield Arena
19. 24 czerwca 1992 – Sheffield, Anglia – Sheffield Arena
20. 26 czerwca 1992 – Londyn, Anglia – Earl’s Court
21. 27 czerwca 1992 – Londyn, Anglia – Earl’s Court
22. 29 czerwca 1992 – Birmingham, Anglia – National Exhibition Centre
23. 30 czerwca 1992 – Birmingham, Anglia – National Exhibition Centre
24. 1 lipca 1992 – Birmingham, Anglia – National Exhibition Centre
25. 3 lipca 1992 – Belfast, Irlandia Północna – King’s Hall

#### Oceania
1. 11 lipca 1992 – Perth, Australia – Perth Entertainment Centre
2. 14 lipca 1992 – Adelaide, Australia – Adelaide Entertainment Centre
3. 17 lipca 1992 – Brisbane, Australia – Brisbane Entertainment Centre
4. 19 lipca 1992 – Melbourne, Australia – National Tennis Centre
5. 20 lipca 1992 – Melbourne, Australia - National Tennis Centre
6. 22 lipca 1992 – Sydney, Australia – Sydney Entertainment Centre
7. 23 lipca 1992 – Sydney, Australia - Sydney Enrtertainment Centre
8. 25 lipca 1992 – Auckland, Nowa Zelandia – The Supertop

#### Ameryka Północna
1. 10 sierpnia 1992 – Nowy Jork, Nowy Jork, USA – Z-100 Benefit
2. 13 sierpnia 1992 – Norfolk, Wirginia, USA – Norfolk Scope
3. 14 sierpnia 1992 – Filadelfia, Pensylwania, USA – The Spectrum
4. 15 sierpnia 1992 – Filadelfia, Pensylwania, USA – The Spectrum
5. 19 sierpnia 1992 – Montreal, Kanada – Forum de Montréal
6. 20 sierpnia 1992 – Quebec, Kanada – Colisée de Quebec
7. 22 sierpnia 1992 – Toledo, Ohio, USA – John F. Savage Hall
8. 23 sierpnia 1992 – Toledo, Ohio, USA – John F. Savage Hall
9. 25 sierpnia 1992 – Saginaw, Michigan, USA – Wendler Arena
10. 26 sierpnia 1992 – Fort Wayne, Indiana, USA – Allen County War Memorial Coliseum
11. 28 sierpnia 1992 – Rosemont, Illinois, USA – Rosemont Horizon
12. 29 sierpnia 1992 – Rosemont, Illinois, USA – Rosemont Horizon
13. 30 sierpnia 1992 – La Crosse, Wisconsin, USA – La Crosse Center
14. 1 września 1992 – Cedar Rapids, Iowa, USA – Five Seasons Center
15. 2 września 1992 – Manhattan, Kansas, USA – Bramlage Coliseum
16. 4 września 1992 – Sioux Falls, Dakota Południowa, USA – Rushmore Plaza Civic Center
17. 5 września 1992 – Bismarck, Dakota Północna, USA – Bismarck Civic Center
18. 6 września 1992 – Rapid City, Dakota Południowa, USA – Rushmore Plaza Civic Center
19. 11 września 1992 – Salt Lake City, Utah, USA – Delta Center
20. 12 września 1992 – Boise, Idaho, USA – BSU Pavillion
21. 13 września 1992 – Yakima, Waszyngton, USA – Yakima Valley Sundome
22. 15 września 1992 – Casper, Wyoming, USA – Casper Events Center
23. 16 września 1992 – Billings, Montana, USA – MetraPark Arena
24. 18 września 1992 – Las Vegas, Nevada, USA – Thomas & Mack Center
25. 19 września 1992 – San Diego, Kalifornia, USA – San Diego Sports Arena
26. 20 września 1992 – Fresno, Kalifornia, USA – Selland Arena
27. 22 września 1992 – Las Cruces, Nowy Meksyk, USA – Pan American Center
28. 25 września 1992 – Sacramento, Kalifornia, USA – ARCO Arena
29. 26 września 1992 – Oakland, Kalifornia, USA – Oakland-Alameda-County Coliseum Arena
30. 29 września 1992 – Portland, Oregon, USA – Portland Memorial Coliseum
31. 30 września 1992 – Pullman, Waszyngton, USA – Beasley Coliseum
32. 2 października 1992 – Seattle, Waszyngton, USA – Seattle Center Coliseum
33. 3 października 1992 – Vancouver, Kanada – Pacific Coliseum
34. 5 października 1992 – Calgary, Kanada – Olympic Saddledome
35. 7 października 1992 – Edmonton, Kanada – Northlands Coliseum
36. 8 października 1992 – Saskatoon, Kanada – Saskatchewan Place
37. 10 października 1992 – Winnipeg, Kanada – Winnipeg Arena
38. 21 października 1992 – Toronto, Kanada – Maple Leaf Gardens
39. 22 października 1992 – Binghamton, Nowy Jork, USA – Broome County Veterans Memorial Arena
40. 24 października 1992 – Richfield, Ohio, USA – Richfield Coliseum
41. 27 października 1992 – East Rutherford, New Jersey, USA – Brendan Byrne Arena
42. 28 października 1992 – Albany, Nowy Jork, USA – Knickerbocker Arena
43. 30 października 1992 – Auburn Hills, Michigan, USA – The Palace of Auburn Hills
44. 31 października 1992 – Rochester, Nowy Jork, USA – Rochester Community War Memorial
45. 1 listopada 1992 – Erie, Pensylwania, USA – Erie Civic Center
46. 3 listopada 1992 – Landover, Maryland, USA – Capital Centre
47. 4 listopada 1992 – Roanoke, Wirginia, USA – Roanoka Civic Centre
48. 6 listopada 1992 – Richmond, Wirginia, USA – Richmond Coliseum
49. 7 listopada 1992 – Pittsburgh, Pensylwania, USA – Pittsburgh Civic Arena
50. 8 listopada 1992 – Hershey, Pensylwania, USA – Hersheypark Arena
51. 10 listopada 1992 – Indianapolis, Indiana, USA – Market Square Arena
52. 11 listopada 1992 – Madison, Wisconsin, USA – Dane County Coliseum
53. 13 listopada 1992 – Minneapolis, Minnesota, USA – Target Center
54. 14 listopada 1992 – Duluth, Minnesota, USA – Duluth Arena
55. 16 listopada 1992 – Milwaukee, Wisconsin, USA – MECCA Arena
56. 17 listopada 1992 – South Bend, Indiana, USA – Joyce Center
57. 20 listopada 1992 – Cincinnati, Ohio, USA – Riverfront Coliseum
58. 21 listopada 1992 – Louisville, Kentucky, USA – Freedom Hall
59. 22 listopada 1992 – Birmingham, Alabama, USA – BJCC Coliseum
60. 24 listopada 1992 – Atlanta, Georgia, USA – Omni Coliseum
61. 25 listopada 1992 – Johnson City, Tennessee, USA – Freedom Hall Civic Center
62. 27 listopada 1992 – Murfreesboro, Tennessee, USA – Murphy Center
63. 28 listopada 1992 – Knoxville, Tennessee, USA – Thompson-Bolling Arena
64. 29 listopada 1992 – Charleston, Wirginia Zachodnia, USA – Charleston Civic Center
65. 1 grudnia 1992 – Battle Creek, Michigan, USA – Kellogg Arena
66. 2 grudnia 1992 – East Lansing, Michigan, USA – Breslin Center
67. 4 grudnia 1992 – Chattanooga, Tennessee, USA – UTC Arena
68. 5 grudnia 1992 – Evansville, Indiana, USA – Roberts Municipal Stadium
69. 6 grudnia 1992 – Champaign, Illinois, USA – Assembly Hall
70. 8 grudnia 1992 – Green Bay, Wisconsin, USA – Brown County Veterans Memorial Arena
71. 9 grudnia 1992 – Green Bay, Wisconsin, USA – Brown County Veterans Memorial Arena
72. 11 grudnia 1992 – Huntsville, Alabama, USA – Von Braun Civic Center
73. 12 grudnia 1992 – Carbondale, Illinois, USA – SIU Arena
74. 13 grudnia 1992 – Rockford, Illinois, USA – Rockford MetroCentre
75. 15 grudnia 1992 – Des Moines, Iowa, USA – Iowa Veterans Memorial Auditorium
76. 16 grudnia 1992 – St. Louis, Missouri, USA – St. Louis Arena
77. 18 grudnia 1992 – Little Rock, Arkansas, USA – Barton Coliseum
78. 19 grudnia 1992 – Kansas City, Missouri, USA – Kemper Arena
79. 20 grudnia 1992 – Tulsa, Oklahoma, USA – Tulsa Convention Center
80. 22 grudnia 1992 – Omaha, Nebraska, USA – Omaha Civic Auditorium
81. 23 grudnia 1992 – Valley Center, Kansas, USA – Britt Brown Auditorium
82. 26 grudnia 1992 – Tucson, Arizona, USA – Tucson Convention Center
83. 28 grudnia 1992 – Albuquerque, Nowy Meksyk, USA – Tingley Coliseum
84. 30 grudnia 1992 – Inglewood, Kalifornia, USA – Great Western Forum
85. 31 grudnia 1992 – Phoenix, Arizona, USA – America West Arena

### 1993

#### Ameryka Północna – część 1
1. 8 marca 1993 – Lincoln, Nebraska, USA – Pershing Auditorium
2. 10 marca 1993 – Peoria, Illinois, USA – Peoria Civic Center
3. 12 marca 1993 – Greenville, Karolina Południowa, USA – Greenville Memorial Auditorium
4. 14 marca 1993 – Chapel Hill, Karolina Północna, USA – Dean Smith Center
5. 15 marca 1993 – Charlotte, Karolina Północna, USA – Charlotte Coliseum
6. 16 marca 1993 – North Charleston, Karolina Północna, USA – North Charleston Coliseum
7. 18 marca 1993 – Baltimore, Maryland, USA – Baltimore Arena
8. 19 marca 1993 – Buffalo, Nowy Jork, USA – Buffalo Memorial Auditorium
9. 20 marca 1993 – Fairborn, Ohio, USA – Ervin J Nutter Center
10. 23 marca 1993 – Lexington, Kentucky, USA – Rupp Arena
11. 24 marca 1993 – Wheeling, Wirginia Zachodnia, USA – Wheeling Civic Center
12. 26 marca 1993 – Uniondale, Nowy Jork, USA – Nassau Veterans Memorial Coliseum
13. 27 marca 1993 – Hartford, Connecticut, USA – Hartford Civic Center
14. 28 marca 1993 – Worcester, Massachusetts, USA – The Centrum
15. 30 marca 1993 – Providence, Rhode Island, USA – Providence Civic Center
16. 31 marca 1993 – Portland, Maine, USA – Cumberland County Civic Center
17. 3 kwietnia 1993 – Ottawa, Kanada – Ottawa Civic Centre

#### Europa
1. 30 kwietnia 1993 – Sztokholm, Szwecja – Ericsson Globe
2. 1 maja 1993 – Göteborg, Szwecja – Scandinavium
3. 2 maja 1993 – Oslo, Norwegia – Oslo Spektrum
4. 4 maja 1993 – Helsinki, Finlandia – Helsinki Ice Hall
5. 6 maja 1993 – Kopenhaga, Dania – Forum Copenhagen
6. 7 maja 1993 – Hamburg, Niemcy – Alsterdorfer Sporthalle
7. 9 maja 1993 – Würzburg, Niemcy – Carl-Diem-Halle
8. 10 maja 1993 – Zurych, Szwajcaria – Hallenstadion
9. 11 maja 1993 – Lozanna, Szwajcaria – Patinoire de Medley
10. 13 maja 1993 – Bruksela, Belgia – Forest National
11. 14 maja 1993 – Paryż, Francja – Zénith de Paris
12. 16 maja 1993 – Tuluza, Francja – Palais des Sports de Toulouse
13. 17 maja 1993 – Barcelona, Hiszpania – Palau dels Esports de Barcelona
14. 20 maja 1993 – Cascais, Portugalia – Pavilhão de Cascais
15. 21 maja 1993 – Madryt, Hiszpania – Palacio de los Deportes de la Comunidad de Madrid
16. 22 maja 1993 – San Sebastián, Hiszpania – Velódromo de Anoeta
17. 24 maja 1993 – Grenoble, Francja – Le Summum
18. 25 maja 1993 – Sesto San Giovanni, Włochy – Palasesto
19. 27 maja 1993 – Monachium, Niemcy – Olympiahalle
20. 29 maja 1993 – Wiedeń, Austria – Rock in Vienna Festival
21. 30 maja 1993 – Nürburg, Niemcy – Rock am Ring Festival
22. 6 czerwca 1993 – Sheffield, Anglia – Don Valley Stadium

#### Japonia
1. 15 czerwca 1993 – Sendai, Sendai Sun Plaza
2. 16 czerwca 1993 – Jokohama, Yokohama Bunka Taiikukan
3. 18 czerwca 1993 – Osaka, Osaka-Jo Hall
4. 19 czerwca 1993 – Hiroszima, Hiroshima Kōsei Nenkin Kaikan
5. 21 czerwca 1993 – Tokio, Nippon Budōkan
6. 22 czerwca 1993 – Tokio, Nippon Budōkan
7. 23 czerwca 1993 – Tokio, Nippon Budōkan

#### Ameryka Północna – część 2
1. 1 lipca 1993 – Camrose, Kanada – Camrose Exhibition Grounds
2. 3 lipca 1993 – Sea Bird Island, Kanada – The Fox Festival
3. 4 lipca 1993 – George, Waszyngton, USA – The Gorge Amphitheatre
4. 6 lipca 1993 – Sacramento, Kalifornia, USA – Cal Expo Amphitheatre
5. 7 lipca 1993 – Mountain View, Kalifornia, USA – Shoreline Amhitheatre
6. 9 lipca 1993 – San Bernardino, Kalifornia, USA – Blockbuster Pavillion
7. 10 lipca 1993 – Irvine, Kalifornia, USA – Irvine Meadows Amphitheatre
8. 11 lipca 1993 – Phoenix, Arizona, USA – Desert Sky Pavilion
9. 13 lipca 1993 – Park City, Utah, USA – Park's West Amphitheatre
10. 14 lipca 1993 – Greenwood Village, Kolorado, USA – Fiddler’s Green Amphitheatre
11. 16 lipca 1993 – Moline, Illinois, USA – MARK of the Quad Cities
12. 17 lipca 1993 – Lampe, Missouri, USA – Swiss Villa Amphitheatre
13. 18 lipca 1993 – Bonner Springs, Kansas, USA – Sandstone Amphitheatre
14. 20 lipca 1993 – Cincinnati, Ohio, USA – Riverbend Music Centre
15. 21 lipca 1993 – Cuyahoga Falls, Ohio, USA – Blossom Music Centre
16. 23 lipca 1993 – Clarkston, Michigan, USA – Pine Knob Music Theatre
17. 24 lipca 1993 – Charlevoix, Michigan, USA – Castle Farms Music Theatre
18. 25 lipca 1993 – East Troy, Wisconsin, USA – Alpine Valley Music Theatre
19. 30 lipca 1993 – Middletown, Nowy Jork, USA – Orange County Fair Speedway
20. 31 lipca 1993 – Weedsport, Nowy Jork, USA – Cayuga County Fair Speedway
21. 1 sierpnia 1993 – Harveys Lake, Pensylwania, USA – Bud Light Amphitheatre
22. 3 sierpnia 1993 – Allentown, Pensylwania, USA – Great Allentown Fair
23. 4 sierpnia 1993 – Groton, Connecticut, USA – Thames River Pavillion
24. 6 sierpnia 1993 – Mansfield, Massachusetts, USA – Great Woods Performings Arts Center
25. 7 sierpnia 1993 – Stove, Vermont, USA – Stowe Mountain Performing Arts Center
26. 8 sierpnia 1993 – Saratoga Springs, Nowy Jork, USA – Saratoga Performing Arts Center
27. 10 sierpnia 1993 – Holmdel, New Jersey, USA – Garden State Arts Center
28. 11 sierpnia 1993 – Filadelfia, Pensylwania, USA – Mann Music Center
29. 13 sierpnia 1993 – Wantagh, Nowy Jork, USA – Jones Beach Marine Theater
30. 14 sierpnia 1993 – Wantagh, Nowy Jork, USA – Jones Beach Marine Theater
31. 15 sierpnia 1993 – Corfu, Nowy Jork, USA – Darien Lake Performing Arts Center
32. 20 sierpnia 1993 – St. John’s, Kanada – Labatt Ice Summer Blast '93
33. 22 sierpnia 1993 – Shediac, Kanada – Labatt Ice Summer Blast '93
34. 24 sierpnia 1993 – Ottawa, Kanada – Lansdowne Park
35. 25 sierpnia 1993 – Toronto, Kanada – CNE Grandstad
36. 27 sierpnia 1993 – Columbus, Ohio, USA – Cooper Stadium
37. 28 sierpnia 1993 – Tinley Park, Illinois, USA – New World Music Theatre
38. 29 sierpnia 1993 – Maryland Heights, Missouri, USA – Riverport Amphitheatre
39. 31 sierpnia 1993 – Fargo, Dakota Północna, USA – Fargodome
40. 1 września 1993 – Saint Paul, Minnesota, USA – Minnesota State Fair
41. 3 września 1993 – Noblesville, Indiana, USA – Deer Creek Music Center
42. 4 września 1993 – Burgettstown, Pensylwania, USA – Coca-Cola Star Lake Amphitheatre
43. 5 września 1993 – Columbia, Maryland, USA – Merriweather Post Pavillion
44. 7 września 1993 – Raleigh, Karolina Północna, USA – Hardee's Walnut Creek Amphitheatre
45. 8 września 1993 – Charlotte, Karolina Północna, USA – Blockbuster Pavillion
46. 10 września 1993 – Antioch, Tennessee, USA – Starwood Amphitheatre
47. 11 września 1993 – Atlanta, Georgia, USA – Coca-Cola Lakewood Amphitheatre
48. 12 września 1993 – Jackson, Missisipi, USA – Mississippi Coliseum
49. 14 września 1993 – Biloxi, Missisipi, USA – Mississippi Coast Coliseum
50. 15 września 1993 – Baton Rouge, Luizjana, USA – LSU Assembly Center
51. 17 września 1993 – Dallas, Teksas, USA – Coca-Cola Starplex Amphitheatre
52. 18 września 1993 – The Woodlands, Teksas, USA – Cynthia Woods Michelle Pavilion
53. 20 września 1993 – Oklahoma City, Oklahoma, USA – Oklahoma State Fair
54. 25 września 1993 – Monterrey, Meksyk – Auditorio Coca-Cola
55. 28 września 1993 – Meksyk, Meksyk – Palacio de los Deportes
56. 29 września 1993 – Meksyk, Meksyk - Palacio de los Deportes